# Microthoracius cameli
Microthoracius cameli – gatunek wszy należący do rodziny Microthoraciidae, pasożytujący na wielbłądzie jednogarbnym (Camelus dromedarius).  Powoduje chorobę wszawicę. 
Są silnie spłaszczona grzbietowo-brzusznie. Samica składa  jaja zwane gnidami, które są mocowane specjalnym "cementem" u nasady włosa. Rozwój osobniczy trwa po wykluciu się z jaja około 14 dni.
Pasożytuje na skórze owłosionej głównie na powłokach brzusznych, głowie, szyi i okolicach nasady ogona. Występuje na terenie Afryki.